# Давид Чокаро
Давид Чокаро (на испански: David Chocarro) е аржентински актьор, модел и бивш бейзболен играч роден на 5 април 1980 г. в Буенос Айрес, Аржентина. Познат е в България с ролята си в теленовелата „Някой те наблюдава“ като Бенхамин Моранде.

## Биография
Благодарение на таланта си, той влиза в мексиканския пазар за теленовели като част от актьорския състав на „Успелите Перес (Los Exitosos Perez)“. В него Давид играе женкар на име Начо, където има привилегията да си партнира с големи актьори като Вероника Кастро, Рохелио Гуера, Хайме Камил и Лудвика Палета.
Той също така е лице на мащабна мултинационална реклама, както и професионален играч по бейзбол в страната му, нещо рядко срещано в Аржентина.
Давид Чокаро работи в тясно сътрудничество с Телемундо, от 2010 г., в производството на теленовелата Някой те наблюдава. Там той играе като Бенхамин Моранде, който е лекар и заедно с група негови колеги е преследван от сериен убиец. В тази продукция има възможност да се прочуе като международен актьор покрай влиянието на големи актьори в този бранш като Дана Гарсия, Кристиан Мейер и Карла Монрой .
През 2011 г. той играе в Съседската къща с двойната роля на Адолфо и Леонардо Акоста, която е една история за всекидневния живот, както и тайни и изненади между две семейства, които на пръв поглед имат един нормален живот. Тази продукция е с участието на големи актьори като Габриел Порас, Мигел Варони, Марица Родригес, Химена Дуке, Катрин Сиачоке и Даниел Луго.
През 2012 г. участва и в Лицето на отмъщението в ролята на Мартин Мендес, където главните действащи лица са актьори като Елизабет Гутиерес, Марица Родригес, Саул Лисасо, Марлене Фавела, Синтия Олавария и Хосе Гилермо Кортинес.
През 2014 г. получава главната роля в теленовелата „В друга кожа“ заедно с Мария Елиса Камарго, Ванеса Вийела, Хорхе Луис Пила и Лаура Флорес. Партнира си отново с актрисата Химена Дуке след теленовели, като Някой те наблюдава и Съседската къща, в уебновелата Райско селище отново за Телемундо.

## Филмография

### Теленовели
- 2024/25: Прекъснати игри (Juegos interrumpidos) – Тони
- 2023: Пелотаристките 1926 (Las pelotaris 1926) – Алехандро
- 2023: Триптих (Tríada) – Умберто Солана
- 2020/21: Сто дни, за да се влюбите (100 días para enamorarnos) – Емилиано Леон
- 2018/19: Госпожа Асеро (Señora Acero) – Алберто Фуентес
- 2018: Отшелникът (El recluso) – Сантито Риос
- 2017: Фенката (La fan) – Рикардо Ернесто
- 2016/17: Доня Сандовал (La Doña) – Саул Агире
- 2014: Райско селище (Villa paraiso) – Себастиан Мехия
- 2014: В друга кожа (En otra piel) – Диего Очоа
- 2012: Лицето на отмъщението (El rostro de la venganza) – Диего Меркадер/Мартин Мендес
- 2011: Съседската къща (La casa de al lado) – Адолфо/Леонардо Акоста, Иван/Исмаел Мора
- 2011: Аурора (Aurora) – Кристиян Сантана
- 2010: Някой те наблюдава (Alguien te mira) – Бенхамин Моранде
- 2009: Успелите Перес (Los exitosos Pérez) – Игнасио 'Начо' де ла Торе
- 2008: Преуспелите г-н и г-жа Пелс (Los exitosos Pell$)
- 2007: Почти ангели (Casi angeles) – Мат
- 2006: Душа на пират (Alma pirata)
- 2006: Любов моя (Amor mio)
- 2006: Ти си моят живот (Sos mi vida)
- 2005: Едно специално семейство (Una familia especial)
- 2004: Флорисиента (Floricienta)
- 2004: Тайните на татко (Los secretos de papá)